# Dąbkowice (Łódź)
Pour les articles homonymes, voir Dąbkowice.
Dąbkowice (prononciation [dɔmpkɔˈvit͡sɛ]) est un village de la gmina de Strzelce, du powiat de Kutno, dans la voïvodie de Łódź, situé dans le centre de la Pologne.
Il se situe à environ 6 kilomètres à l'est de Strzelce (siège de la gmina), 12 kilomètres au nord-est de Kutno (siège du powiat) et 59 kilomètres au nord de Łódź (capitale de la voïvodie).

## Administration
De 1975 à 1998, le village était attaché administrativement à l'ancienne voïvodie de Płock.

Depuis 1999, il fait partie de la nouvelle voïvodie de Łódź.